# Finn Jones

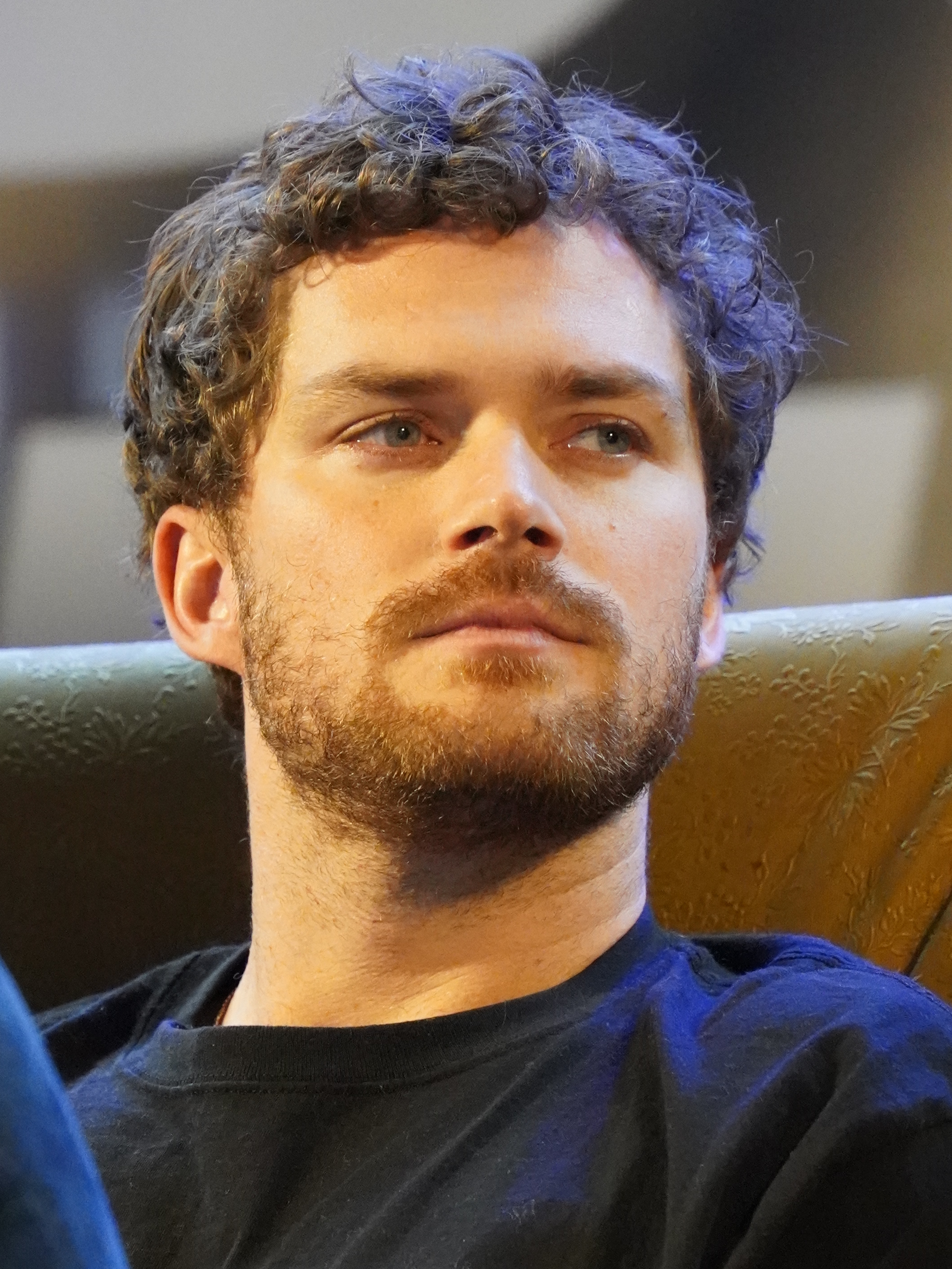
Finn Jones (2023)

Finn Jones (* 24. März 1988 in London, eigentlich Terence Jones) ist ein britischer Schauspieler.

## Leistungen
Jones wurde an den Londoner Art Educational Schools in einem dreijährigen Schauspielkurs ausgebildet. Um in der Schauspielerbranche nicht mit dem Komiker Terry Jones verwechselt zu werden, legte er seinen Geburtsnamen Terence (Terry) ab und benannte sich für seine Arbeit in Finn um.
Seinen ersten Auftritt im Fernsehen konnte er im Oktober 2009 in der zweiten Staffel der Serie Hollyoaks Later verbuchen, wo er als junger Liebhaber in mehreren Episoden auftrat. Ein weiteres Mal verkörperte er diese Rolle im Februar 2010 in der Hauptserie Hollyoaks.
Im Januar 2010 spielte Jones zudem in der elften Staffel von Doctors in zwei Folgen den Tim Hebdon. Im April des Jahres war er in zwei Episoden von The Bill als junger Mann, welcher des Mordes verdächtigt wird, zu sehen. In dem Doctor-Who-spin-off The Sarah Jane Adventures war er zudem in einer Doppelfolge in der Rolle des Santiago Jones zu sehen.
Von 2011 bis 2016 spielte Jones außerdem in der HBO-Fantasyserie Game of Thrones fortlaufend die Rolle des jungen homosexuellen Ritters Loras Tyrell („Ritter der Blumen“).
2017 übernahm er die Hauptrolle des Danny Rand / Iron Fist in der gleichnamigen Netflix-Serie. Diese Rolle übernahm er auch in den Serien Marvel’s Luke Cage und Marvel’s The Defenders.

## Filmografie
- 2009: Hollyoaks Later (Fernsehserie, fünf Episoden)
- 2010: Hollyoaks (Fernsehserie, fünf Episoden)
- 2010: The Bill (Fernsehserie, zwei Episoden)
- 2010: The Sarah Jane Adventures (Fernsehserie, zwei Episoden)
- 2010: Doctors (Fernsehserie, zwei Episoden)
- 2011–2016: Game of Thrones (Fernsehserie, 21 Episoden)
- 2012: Wrong Turn 5: Bloodlines
- 2014: Final Cut – Die letzte Vorstellung (The Last Showing)
- 2014: The Legend of Sleeping Beauty – Dornröschen (Sleeping Beauty)
- 2015: Life in Squares (Fernsehserie, drei Episoden)
- 2017–2018: Marvel’s Iron Fist (Fernsehserie)
- 2017: Marvel’s The Defenders (Fernsehserie)
- 2017: Leatherface
- 2018: Marvel’s Luke Cage (Fernsehserie, eine Episode)
- 2021: Awake
- 2022: Swimming with Sharks (Fernsehserie, 6 Episoden)
- 2022: Canyon Del Muerto
- 2022: The Visitor